# Jeremy Spencer
Jeremy Spencer (Oakland City, Indiana, 1973. január 8. –) amerikai zenész, dalszerző és zenei producer. Five Finger Death Punch amerikai metalegyüttes dobosaként vált ismertté. 2012-ben megkapta a Golden God's "Legjobb Dobos"-ának járó díjat a Revolver magazintól.